# Мемориал А. Белосохова
Мемориал Александра Белосохова — хоккейный предсезонный турнир, проходящий в городе Новосибирске. Турнир посвящён памяти директора ОАО «Новосибирского завода химконцентратов» и замминистра РФ по атомной энергии Александра Ивановича Белосохова. Игры проходят в ЛДС Сибирь, турнир проводится в середине августа.

## История

Афиша Мемориала А. Белосохова 2011

В 1992 году А. Белосохов (директор ОАО «Новосибирского завода химконцентратов» с 1992 по 1996 г.) подписал соглашение о содержании хоккейного клуба Сибирь тройственным советом в трёх долях: НЗХК, администрациями города и области. Летом 1994 года НЗХК заплатил взнос в МХЛ и Сибирь после десятилетнего перерыва получила право выступать в элитном дивизионе.
После трагической смерти А. Белосохова в январе 2000 года по предложению тогдашнего президента Сибири Владимира Ненахова был учреждён хоккейный турнир памяти Александра Белосохова. Турнир 2000 года назывался «Сибирская осень», впоследствии во всех справочниках этот турнир считается отправной точкой мемориала А. Белосохова. В 2010 году бывшим руководителем клуба Александром Канцуровым было принято решение о закрытии турнира.
Новый руководитель клуба Кирилл Фастовский в интервью газете «Молодость Сибири» в августе 2010 года заявил. 

Думаю, что в следующем году он снова появится в хоккейном календаре. Знаю, что Белосохов сделал многое для новосибирского хоккея, что 21 августа ему исполнилось бы 55 лет. К сожалению, какой-то серьёзный турнир организовать к этому времени практически невозможно.
С 2011 года турнир возродился, в нём стали принимать участие клубы МХЛ.

## Победители
- 4 победы: «Сибирские Снайперы» 2013, 2016, 2017, 2018
- 3 победы: «Сибирь» 2000, 2001, 2007;
- 2 победы: «Авангард» Омск 2002, 2006; «Металлург» Новокузнецк 2003, 2009;  «Снежные Барсы» 2012, 2015; «Авто» Екатеринбург 2011, 2024;
- 1 победа: «Химик» Воскресенск 2004; «Северсталь» Череповец 2005; «Кузнецкие Медведи» 2014; «Белые Медведи» 2019; «Омские Ястребы» 2023.

В 2008 году турнир памяти Белосохова проходил формате товарищеских игр Сибири против болельщиков и с Амуром.